# Elecciones estatales de Baja California de 2019
En las Elecciones estatales de Baja California de 2019 fueron renovados los titulares de los siguientes cargos de elección popular del estado mexicano de Baja California:
- Gobernador de Baja California. Titular del Poder Ejecutivo del estado, electo para un periodo de dos años no reelegibles en ningún caso.[2][3] El candidato electo fue Jaime Bonilla Valdez,
- 5 Ayuntamientos. Formados por un Presidente Municipal y regidores, electos para un periodo de dos años, reelegibles hasta por un período más. Los alcaldes del trienio pasado pueden ser reelegibles.[4]
- 25 Diputados al Congreso del Estado. 17 Electos por mayoría relativa elegidos en cada uno de los Distritos electorales, mientras otros 8 son elegidos mediante representación proporcional. Los diputados elegidos mediante mayoría relativa podrán ser reelegidos hasta por cuatro períodos consecutivos.

## Antecedentes
En las elecciones de 2016 el espectro político se movió entre las fuerzas partidistas. El aumento de partidos en competencia dio paso a la reducción de los votos de los partidos tradicionales, como Acción Nacional y el Revolucionario Institucional. Esto, por la entrada en escenas de partidos nuevos como "Encuentro Social", "Movimiento Ciudadano" o candidaturas independientes. 
En el segundo trimestre de 2018, el Instituto Estatal Electoral de Baja California, aprobó el cambio de nombre del Partido Encuentro Social, que correspondía al estatal en Baja California, no al PES con registro nacional. Por ello, el PES registrado en Baja California, cambió su nombre a Transformemos, por lo que así se presentarán en las próximas elecciones.
Entre los primeros nombres que levantaron la mano interesados en contender por la gubernatura del estado estuvieron Jaime Martínez Veloz,Arturo González Cruz  y Jesús Ruiz Barraza, todos por Morena.
El 9 de septiembre inició oficialmente el proceso electoral en Baja California, entre las declaraciones destacadas estuvieron las intenciones del PRD de ir en alianza con otras fuerzas emergentes. A su vez, Movimiento Ciudadano (partido político) indicó que apostarán por ir solos en las elecciones y en caso de ir en alianza, sería con fuerzas políticas locales como el Partido de Baja California o Transformemos.
El 12 de septiembre el Instituto Nacional Electoral declaró oficialmente que el Partido Nueva Alianza y Partido Encuentro Social perdían su registro nacional. Ambos grupos políticas deberán buscar su registro como partidos estatales para poder participar en las elecciones locales. El Partido Verde y el Partido del Trabajo, están obligados a participar solos debido a que perdieron su registro en las pasadas elecciones estatales.
Por su parte, dentro del Partido Revolucionario Institucional, han alzado la mano para la gubernatura del estado, el exalcalde de Tijuana, Carlos Bustamante Anchondo y el exalcalde de Mexicali, Samuel Ramos Flores.
En octubre de 2018, Clemente Custodio Ramos, consejero presidente del Instituto Estatal Electoral de Baja California, declaró que el Partido Encuentro Social había solicitado su registro como partido local. El partido Nueva Alianza, tras su pérdida de registro a nivel nacional, no alcanzó los votos requeridos para solicitar su registro para participar en los comicios locales de 2019. Alberto Angulo Velarde, representante de Nueva Alianza ante el IEEBC, dijo que esperarían después de las elecciones para solicitar nuevamente su registro como partido.
El 14 de noviembre de 2018, en una sesión extraordinaria del Consejo General del IEEBC, se votó porque el partido Encuentro Social conserve su registro como partido local.El 17 de diciembre fueron registrados como aspirantes independientes a la gubernatura de Baja California el candidato a la gubernatura en 1995 por el PFCRN, Témoc Ávila Hernández; Sergio Arturo Fernández Herrera; y el también excandidato al mismo puesto en 2013 por Movimiento Ciudadano y en 1995 por el Partido del Trabajo, Felipe Ruanova Zárate.
Pese a que en medios de comunicación se manifestó la intención del Partido Encuentro Social de participar en las elecciones, en la página oficial del Instituto Estatal Electoral de Baja California, no apareció el partido como acreditado para los comicios. El Secretario Ejecutivo del IEEBC el 9 de enero de 2019, dio por hecho que el PES no cuenta con reconocimiento legal ante el organismo electoral.
El 10 de enero de 2019, el Partido de Baja California (PBC), el Partido de la Revolución Democrática (PRD) y el Partido Encuentro Social (PES) firmaron una carta de intención, para coaligarse en las elecciones de 2019. Un día después, Mayra Alejandra Flores Preciado, presidenta del Comité Directivo Estatal de Transformemos manifestó la intención de ir en alianza con el Movimiento de Regeneración Nacional (Morena). El 14 de enero se confirmó que Morena, Transformemos, el PT y el Partido Verde irían en alianza. El 18 de febrero, Francisco Alcibiades, dirigente de Movimiento Ciudadano en Baja California, aseguró que los nombres y perfiles de los candidatos, serán presentados el próximo 18 de marzo. El 24 de febrero, el Tribunal de Justicia Electoral de Baja California (TJEBC) determinó que la gubernatura tras esta elección serían de  5 y no de 2 años, para empatar la elección local con la federal en 2024. El 27 de marzo, tras las impugnaciones de algunos partidos, el Tribunal Electoral del Poder Judicial de la Federación, resolvió que será de 2 años, como se había estipulado anteriormente, la gubernatura que resulte electa en 2019.
En marzo, el PRD anunció que Jaime Martínez Veloz, quien aspiraba a una candidatura por Morena, sería el candidato a gobernador por ese partido.

### Mexicali
En Mexicali, el primero en manifestar sus aspiraciones a la alcaldía de la capital fue el activista Rigoberto Campos, quien anunció sus intenciones acompañado de Martínez Veloz de Morena.
El 3 de enero, se filtró la aspiración de Gustavo Sánchez Vázquez por contender nuevamente por la alcaldía de Mexicali. Más tarde, él mismo confirmó sus aspiraciones solo si las condiciones se daban. Hugo Adalberto Silva Martenes, fue el único ciudadano aspirante a la candidatura independiente para al alcaldía.

### Tijuana
En 2016, luego de la derrota de Julián Leyzaola, el exmilitar declaró que estaba interesado en volver a contender en las elecciones de 2019. En 2018, la diputada plurinominal Cynthia Giselle García anunció sus intenciones de contender por la vía independiente a la Alcaldía de Tijuana, aunque también ha estado ligada a Morena, luego de su salida del PES. En septiembre de 2018, Leyzaola mantuvo conversaciones con el PRD para la construcción de una coalición que impulsara su candidatura.
Por parte del Partido Verde, han manifestado su intención de ir solos en las campañas y algunos nombres se han manejado sin ser nada confirmado por cuestiones de tiempos. Francisco García Burgos confirmó sus aspiraciones de ir por la alcaldía de Tijuana a través de Morena.
También la actual regidora del Ayuntamiento de Tijuana por Transformemos, Mónica Vega, ha declarado sus aspiraciones para ser candidata a la presidencia municipal. El 4 de enero de 2019, el actual Presidente Municipal Juan Manuel Gastélum anunció su intención de reelegirse para el periodo 2019 - 2021.
En cuanto a los aspirantes independientes, Komar Rivera Fernández, Miguel Mendoza Álvarez, Leobardo Barragán García y Agustín Pérez Rivero se registraron ante el IEEBC para buscar la candidatura a la alcaldía de Tijuana. El 22 de enero el PBC anunció el rompimiento de la alianza con el PRD y el PES.

### Ensenada
El actual alcalde de Ensenada, Marco A. Novelo, anunció que no buscará la reelección en los próximos comicios. Gustavo Flores Betanzos, Rogelio Castro Segovia y Juan Alejandro López Aguiar, fueron los 3 ciudadanos que se registraron para aspirar a la candidatura independiente.

## Proceso electoral
El proceso electoral comenzó oficialmente el 9 de septiembre de 2018. En él participan siete partidos políticos nacionales y dos partidos políticos estatales. Desde el 22 de enero que se formalizaron las alianzas electorales, algunos nombres ya surgen como aspirantes a las candidaturas. En algunos casos, sin elección interna. El 30 de enero de 2019, el Instituto Estatal Electoral de Baja California, aprobó la coalición "Juntos Haremos Historia" conformada por los partidos Morena, PT, PVEM y Transformemos. Así mismo, desechó la coalición "Ciudadanos con Ley", al no contar el Partido Encuentro Social con registro en el estado y a nivel nacional.

## Reparto de candidaturas en coaliciones
La única coalición que fue registrada para este proceso electoral es la conformada por Morena, PVEM, Transformemos y PT. Dicha alianza competirá por las cinco presidencias municipales, la gubernatura y los 17 distritos electorales para la conformación del Congreso del Estado.
| Partido Político                   | Candidaturas |
| ---------------------------------- | --- |
| Movimiento Regeneración Nacional   | - Las alcaldías de los cinco municipios del estado. - Diputados de los Distritos I, II, III, IV, V, VIII, IX, X, XII, XIII, XIV, XV y XVII (13) |
| Partido Verde Ecologista de México | - Diputados del Distrito VI (1) - Regidor en Rosarito (1), Mexicali (1), Tijuana (1) y Ensenada (1)                                             |

Distribución de las diputaciones en los distintos distritos electorales tras las elecciones de 2019
Morena
PT
Partido Verde
Transformemos

| Partido del Trabajo                | - Diputados de los Distritos VII y XVI (2) - Regidores en Ensenada (2), Mexicali (1), Tecate (1) y Tijuana (1) - Sindicatura en Ensenada        |
| Transformemos                      | - Diputados del Distrito XI (1) - Regidores en Tijuana (2), Mexicali (1), Tecate (1) y Ensenada (1) - Sindicatura en Mexicali                   |

### Alcaldías

Distribución de los ayuntamientos de Baja California por partido político.
Coalición Juntos Haremos Historia

### Diputados locales

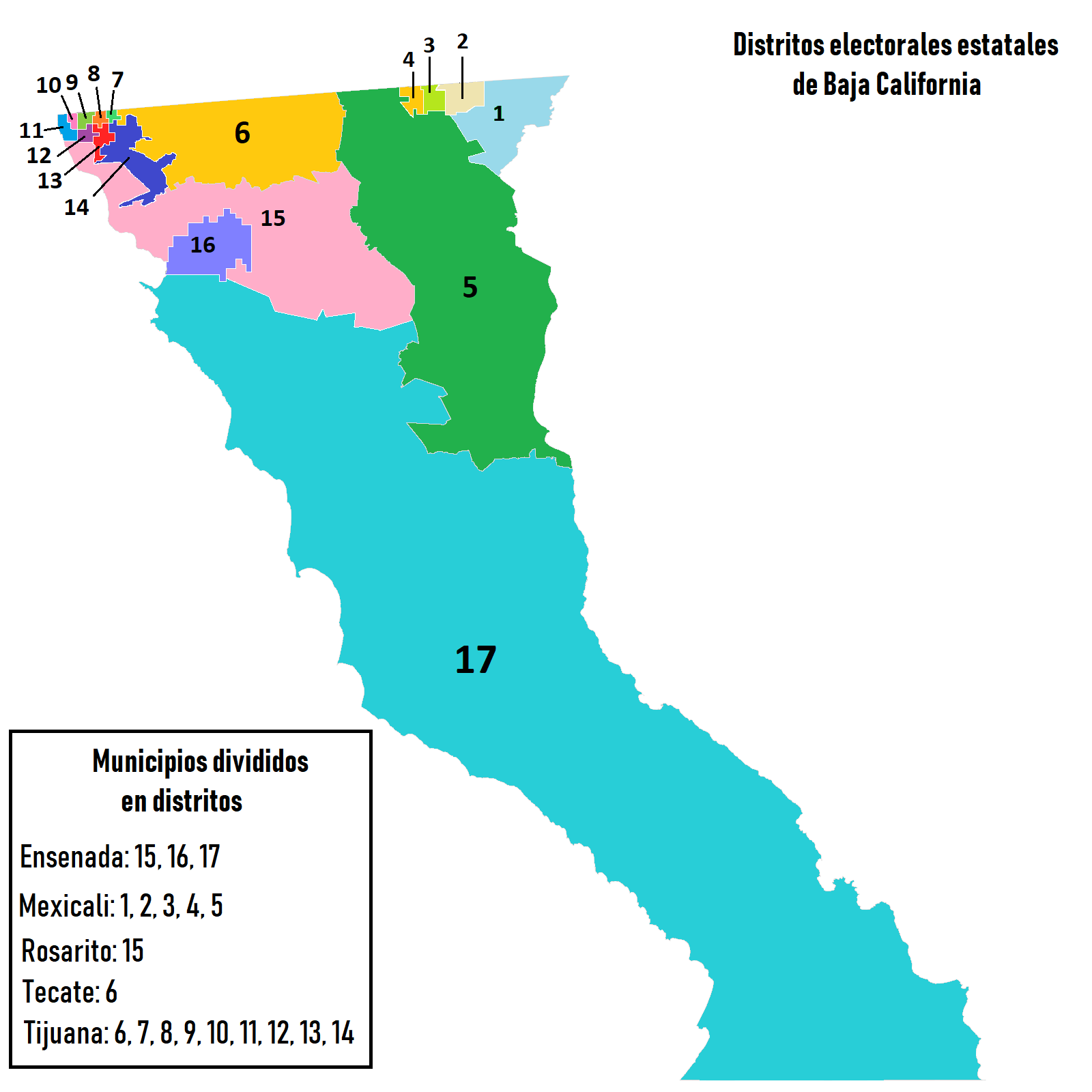
División electoral estatal tras cambios territoriales por parte de las autoridades electorales de Baja California.

## Encuestas

### Por partido político
| Encuestadora      | Publicación | Levantamiento  | Muestra          |       |       |      |      |      |      |       |      |     |     |      | Otro/Ninguno | NS/NC | Margen de error |
| ----------------- | ----------- | -------------- | ---------------- | ----- | ----- | ---- | ---- | ---- | ---- | ----- | ---- | --- | --- | ---- | ------------ | ----- | --------------- |
| Massive Caller    | 20/sep/2018 | 18/sep/2018    | 600 encuestados  | 25.7% | 11.1% |      |      |      |      | 48.6% |      |     |     |      | 14.6%        |       | ±4.3%           |
| Massive Caller    | 5/oct/2018  | 2/oct/2018     | 600 encuestados  | 23.7% | 9.7%  |      |      |      |      | 48.3% |      |     |     |      | 18.3%        |       | ±4.3%           |
| Massive Caller    | 2/nov/2018  | 1/nov/2018     | 600 encuestados  | 25.6% | 10.7% |      |      |      |      | 47.6% |      |     |     |      | 16.1%        |       | ±4.3%           |
| GCE               | 13/ene/2019 | 26-28/dic/2018 | 1203 encuestados | 10.1% | 6.7%  | 3.0% | 2.3% | 1.4% | 0.8% | 44.5% | 0.6% |     |     | 3.8% | 8.4%         | 16.3% | ±2.83%          |
| Plural MX         | 9/ene/2019  | 2-7/ene/2019   | 600 encuestados  | 15%   | 8%    | 2%   | 0%   | 0%   | 0%   | 52%   | 0%   | 1%  | 1%  | 2%   | 18%          |       | ±4.5%           |
| Consulta Mitofsky | 19/feb/2019 | 1-4/feb/2019   | 1200 encuestados | 11.2% | 5.7%  | 1.4% | 0.4% | 2.0% | 1.3% | 46.0  |      | 1.3 | 2.3 | 4.9  |              | 23.5% | ±2.8%           |

### Por candidato

#### Gobernador
| Encuestadora                        | Publicación   | Levantamiento         | Muestra          | Oscar Vega Marín | Enrique Acosta Fregoso | Jaime Martínez Veloz | Héctor Osuna Jaime | Jaime Bonilla Valdez | Ignacio "Nacho" Anaya | No Sabe/ No Contesta |
| ----------------------------------- | ------------- | --------------------- | ---------------- | ---------------- | ---------------------- | -------------------- | ------------------ | -------------------- | --------------------- | -------------------- |
| Plural.MX                           | abril de 2019 | 10-14/abril/2019      | 600 encuestados  | 15%              | 8%                     | 6%                   | 4%                 | 45%                  | 3%                    | 19%                  |
| Opus                                | abril de 2019 | 12-14/abril/2019      | 2000 encuestados | 12.4%            | 5.7%                   | 3.9%                 | 2.6%               | 74.2%                | 1.3%                  | -                    |
| Buendía&Laredo/El Heraldo de México | abril de 2019 | 13-17/abril/2019      |                  | 16%              | 4%                     | 5%                   | 5%                 | 50%                  | 4%                    | -                    |
| Massive Caller                      | abril de 2019 | 23 de abril de 2019   | 1000 encuestados | 21.6%            | 5.1%                   | 4.3%                 | 7.6%               | 34.6%                | 9.2%                  | 17.5%                |
| Massive Caller                      | abril de 2019 | 24 de abril de 2019   | 1000 encuestados | 22.5%            | 6.5%                   | 4.1%                 | 7%                 | 34.6%                | 9.6%                  | 15.7%                |
| Massive Caller                      | mayo de 2019  | 1 de mayo de 2019     | 1000 encuestados | 20.5%            | 5.5%                   | 3.5%                 | 8.5%               | 37.4%                | 6.9%                  | 17.6%                |
| TelemétricaMX                       | mayo de 2019  | 29/abril-4/mayo/2019  | 1862 encuestados | 20.2%            | 8.2%                   | 9.8%                 | 5.2%               | 38.6%                | 0.8%                  | 17.2%                |
| Massive Caller                      | mayo de 2019  | 5 de mayo de 2019     | 1000 encuestados | 22.9%            | 6.2%                   | 3.5%                 | 7.1%               | 38.4%                | 6.8%                  | 15.2%                |
| Futuro México                       | mayo de 2019  | 8 de mayo de 2019     | 1000 encuestados | 36.3%            | 7.4%                   | 15.7%                | 5.2%               | 31.8%                | 3.6%                  | -                    |
| Massive Caller                      | mayo de 2019  | 11 de mayo de 2019    | 1000 encuestados | 21.8%            | 7%                     | 4.3%                 | 8.6%               | 37.3%                | 9.3%                  | 11.6%                |
| TelemétricaMX                       | mayo de 2019  | 6-11 de mayo de 2019  | 1844 encuestados | 22.4%            | 9.4%                   | 8.2%                 | 4.8%               | 37.2%                | 1.2%                  | 16.8%                |
| Massive Caller                      | mayo de 2019  | 13 de mayo de 2019    | 1000 encuestados | 23.6%            | 5.5%                   | 3.7%                 | 6.3%               | 35.9%                | 8.7%                  | 16.4%                |
| Massive Caller                      | mayo de 2019  | 15 de mayo de 2019    | 1000 encuestados | 19.9%            | 5.8%                   | 4.8%                 | 7.6%               | 37%                  | 7.7%                  | 17.2%                |
| Futuro México                       | mayo de 2019  | 15 de mayo de 2019    | 1000 encuestados | 30.9%            | 6.5%                   | 22.8%                | 7.3%               | 29.8%                | 2.7%                  | -                    |
| Massive Caller                      | mayo de 2019  | 18 de mayo de 2019    | 1000 encuestados | 22.3%            | 6.6%                   | 4.5%                 | 7.7%               | 36.9%                | 6.3%                  | 15.8%                |
| Massive Caller                      | mayo de 2019  | 18 de mayo de 2019    | 1000 encuestados | 21.3%            | 5.3%                   | 5%                   | 6.6%               | 38.1%                | 6.3%                  | 17.5%                |
| TelemétricaMX                       | mayo de 2019  | 13-18 de mayo de 2019 | 1838 encuestados | 24.6%            | 10.2%                  | 7.5%                 | 4.2%               | 36.4%                | .90%                  | 16.2%                |
| Futuro México                       | mayo de 2019  | 22 de mayo de 2019    | 1000 encuestados | 28.8%            | 5.8%                   | 21.5%                | 10.1%              | 31%                  | 2.8%                  | -                    |
| Massive Caller                      | mayo de 2019  | 25 de mayo de 2019    | 1000 encuestados | 22.3%            | 7.5%                   | 6.1%                 | 8.9%               | 34.8%                | 4.5%                  | 15.9%                |
| Futuro México                       | mayo de 2019  | 26 de mayo de 2019    | 1000 encuestados | 29%              | 5.3%                   | 18.7%                | 11.4%              | 33.3%                | 2.3%                  | -                    |

#### Tijuana
| Encuestadora       | Publicación   | Levantamiento          | Muestra          | Juan Manuel Gastélum | Gabriela Roldán | Julián Leyzaola | Fermín García | Arturo González Cruz | Alfonso Carillo | No Sabe/ No Contesta |
| ------------------ | ------------- | ---------------------- | ---------------- | -------------------- | --------------- | --------------- | ------------- | -------------------- | --------------- | -------------------- |
| Arias Consultorías | Abril de 2019 | 12-14/abril/2019       | 686 encuestados  | 8.7%                 | 5.4%            | 47%             | -             | 22%                  | -               | 16.9%                |
| Encuesta BC        | Abril de 2019 | 24 de abril            | 800 encuestados  | 19.7%                | 4.9%            | 22.2%           | 1.9%          | 28.5%                | 2.9%            | 20%                  |
| Encuesta BC        | Mayo de 2019  | 2 de mayo              | 800 encuestados  | 23.2%                | 5.5%            | 20.6%           | 2.8%          | 26.9%                | 3.3%            | 17.7%                |
| TelemétricaMX      | Mayo de 2019  | 29/abril - 4/mayo/2019 | 1862 encuestados | 9.8%                 | 6.4%            | 34%             | 2.8%          | 29.8%                | 0.8%            | 16.4%                |
| TelemétricaMX      | Mayo de 2019  | 6-11 de mayo de 2019   | 1844 encuestados | 10.2%                | 6.8%            | 34.2%           | 2.6%          | 28.6%                | 1.4%            | 16.2%                |
| TelemétricaMX      | Mayo de 2019  | 13-18 de mayo de 2019  | 1838 encuestados | 11.4%                | 7.6%            | 34.6%           | 2.4%          | 27.4%                | 1.2%            | 15.4%                |

#### Mexicali
| Encuestadora                        | Publicación   | Levantamiento          | Muestra          | Gustavo Sánchez Vázquez | Guadalupe Gutiérrez Fregoso | Jaime Dávila Galván | Gerardo Aguiñiga Montes | Marina del Pilar Ávila | Elvira Luna Pineda | No Sabe/ No Contesta |
| ----------------------------------- | ------------- | ---------------------- | ---------------- | ----------------------- | --------------------------- | ------------------- | ----------------------- | ---------------------- | ------------------ | -------------------- |
| Buendía&Laredo/El Heraldo de México | Abril de 2019 | 13-17/abril/2019       | 800 encuestados  | 23%                     | 5%                          | 5%                  | 3%                      | 41%                    | 2%                 | 20%                  |
| TelemétricaMX                       | Mayo de 2019  | 29/abril - 4/mayo/2019 | 1862 encuestados | 25.2%                   | 9.4%                        | 2.4%                | 5.8%                    | 30.2%                  | 7.4%               | 19.6%                |
| Massive Caller                      | Mayo de 2019  | 4 de mayo de 2019      | 600 encuestados  | 34.6%                   | 7.1%                        | 9.6%                | 2.0%                    | 33.3%                  | 2.5%               | 11.0%                |
| TelemétricaMX                       | Mayo de 2019  | 6-11 de mayo de 2019   | 1844 encuestados | 26.8%                   | 9.8%                        | 2.6%                | 4.8%                    | 29.6%                  | 7.2%               | 19.2%                |
| TelemétricaMX                       | Mayo de 2019  | 13-18 de mayo de 2019  | 1838 encuestados | 26.9%                   | 10.2%                       | 3.2%                | 4.3%                    | 29.2%                  | 7.6%               | 18.6%                |
| Massive Caller                      | Mayo de 2019  | 28 de mayo de 2019     | 600 encuestados  | 38.5%                   | 7.6%                        | 6.7%                | 4.3%                    | 36.7%                  | 6.2%               | ND                   |

#### Rosarito
| Encuestadora  | Publicación  | Levantamiento          | Muestra          | María Ana Medina | Sandra López Chávez | Yolanda Argelia Cordero | Dalia Salazar Ruvalcaba | Aracely Brown Figueredo | Silvestre José Luis Fregoso | Kevin Fernando Peraza | No Sabe/ No Contesta |
| ------------- | ------------ | ---------------------- | ---------------- | ---------------- | ------------------- | ----------------------- | ----------------------- | ----------------------- | --------------------------- | --------------------- | -------------------- |
| TelemétricaMX | Mayo de 2019 | 29/abril - 4/mayo/2019 | 1862 encuestados | 22.2%            | 12.2%               | 3.8%                    | 3.2%                    | 32.4%                   | 1.2%                        | 4.2%                  | 20.8%                |
| TelemétricaMX | Mayo de 2019 | 6-11 de mayo de 2019   | 1844 encuestados | 23.6%            | 12.8%               | 3.6%                    | 2.8%                    | 30.8%                   | 1.4%                        | 4.6%                  | 20.4%                |
| TelemétricaMX | Mayo de 2019 | 13-18 de mayo de 2019  | 1838 encuestados | 23.8%            | 13.6%               | 3.2%                    | 4.2%                    | 29.6%                   | 1.2%                        | 4.8%                  | 19.6%                |

#### Tecate
| Encuestadora  | Publicación  | Levantamiento          | Muestra          | Lucina Rodríguez Martínez | Javier Urbalejo Cinco | María Refugio Félix | Carmen Cecilia Romero | Olga Zulema Adams | Sarah Pérez Ampudia | Alfredo Moreno Carreño | No Sabe/ No Contesta |
| ------------- | ------------ | ---------------------- | ---------------- | ------------------------- | --------------------- | ------------------- | --------------------- | ----------------- | ------------------- | ---------------------- | -------------------- |
| TelemétricaMX | Mayo de 2019 | 29/abril - 4/mayo/2019 | 1862 encuestados | 19.8%                     | 12.8%                 | 0.2%                | 4.2%                  | 28.4%             | 1.2%                | 13.8%                  | 19.6%                |
| TelemétricaMX | Mayo de 2019 | 6-11/mayo/2019         | 1844 encuestados | 18.8%                     | 15.8%                 | 0.2%                | 3.4%                  | 25.8%             | 1.2%                | 15.6%                  | 19.2%                |
| TelemétricaMX | Mayo de 2019 | 13-18 de mayo de 2019  | 1838 encuestados | 19.7%                     | 17.2%                 | 0.2%                | 3.8%                  | 23.7%             | 0.8%                | 16.4%                  | 18.2%                |

#### Ensenada
| Encuestadora   | Publicación  | Levantamiento          | Muestra          | Eloísa Talavera Hernández | Alfredo Maccise Saade | Jennifer Rueda Álvarez | Elvira Romero Gutiérrez | Armando Ayala Robles | Laura Elena Michelle | Gustavo Flores Betanzos | Rogelio Castro Segovia | No Sabe/ No Contesta |
| -------------- | ------------ | ---------------------- | ---------------- | ------------------------- | --------------------- | ---------------------- | ----------------------- | -------------------- | -------------------- | ----------------------- | ---------------------- | -------------------- |
| TelemétricaMX  | Mayo de 2019 | 29/abril - 4/mayo/2019 | 1862 encuestados | 16.8%                     | 14.4%                 | 1.4%                   | 2.8%                    | 29.2%                | 0.8%                 | 8.2%                    | 5.2                    | 21.2%                |
| TelemétricaMX  | Mayo de 2019 | 6-11 de mayo de 2019   | 1844 encuestados | 18.2%                     | 15.2%                 | 1.2%                   | 2.6%                    | 28.6%                | .8%                  | 7.8%                    | 4.8%                   | 20.8%                |
| TelemétricaMX  | Mayo de 2019 | 13-18 de mayo de 2019  | 1838 encuestados | 19.6%                     | 15.8%                 | 1.6%                   | 2.8%                    | 27.8%                | 0.6%                 | 7.6%                    | 4.6%                   | 19.6%                |
| Massive Caller | Mayo de 2019 | 29 de mayo de 2019     | 600 encuestados  | 25.4%                     | 7.5%                  | 1.7%                   | 5.1%                    | 46.8%                | 4.6%                 | 5.5%                    | 3.4%                   | ND                   |